# 삼성 갤럭시 A5 (2015)
삼성 갤럭시 A5(Samsung Galaxy A5)는 삼성전자에서 2015년 1월 22일, 대한민국에서 출시한 안드로이드 스마트폰이다.

## 디자인
| 갤럭시 A5 (2015) |               |
| 색상             | 이름          |
|                  | 미드나잇 블랙 |
|                  | 펄 화이트     |
|                  | 라이트 블루   |
|                  | 샴페인 골드   |
|                  | 플래티넘 실버 |
|                  | 소프트 핑크   |

국내 내수용은 미드나잇 블랙, 펄 화이트, 샴페인 골드 총 3가지 색으로 출시를 했다.